# Transports en Inde

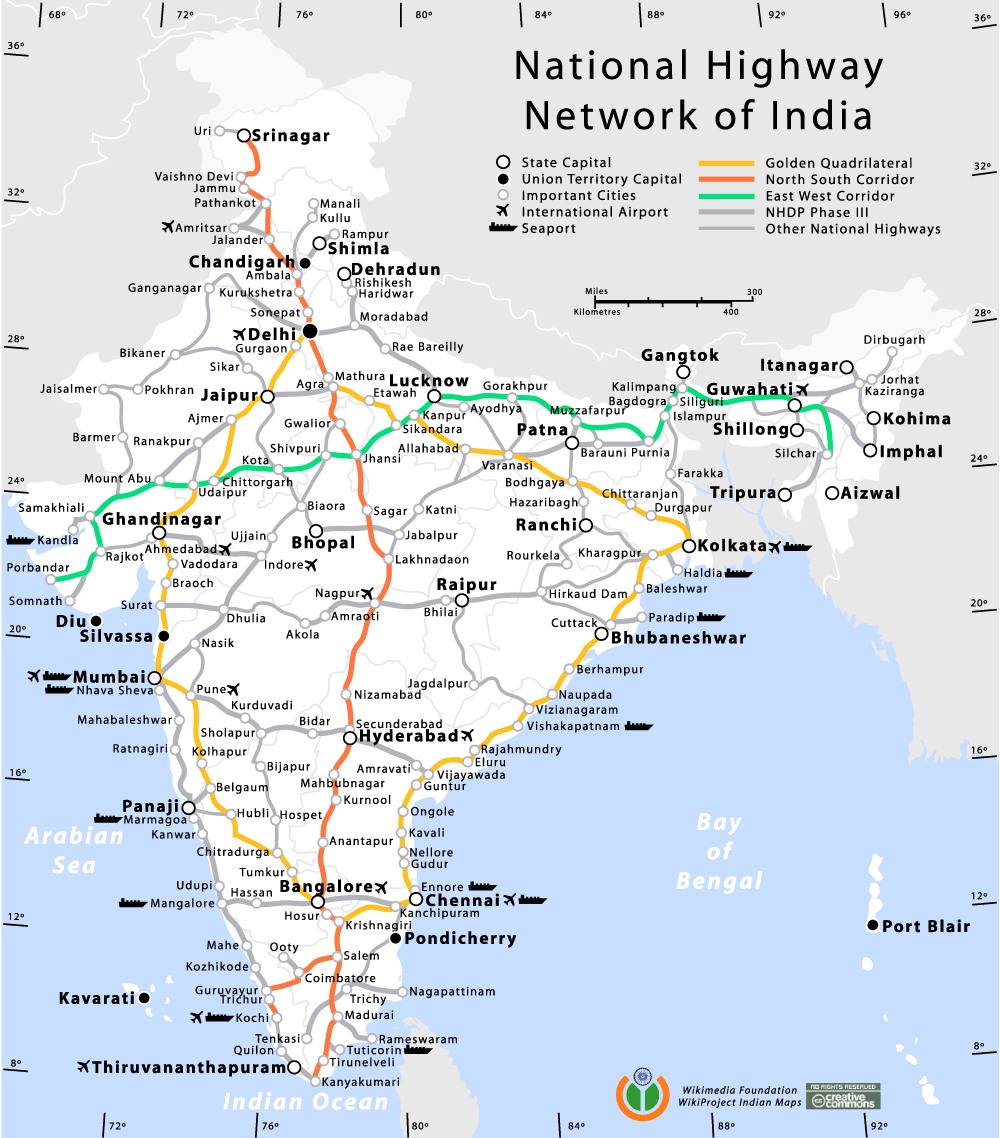
Réseau routier, ports et aéroports de l'Inde.

Les transports en Inde représentent une part importante dans l'économie indienne, à la mesure de cet immense pays.
La part des transports dans le PIB était de 5,5 % en 2007, la plus grande partie provenant du transport routier

## Transports traditionnels

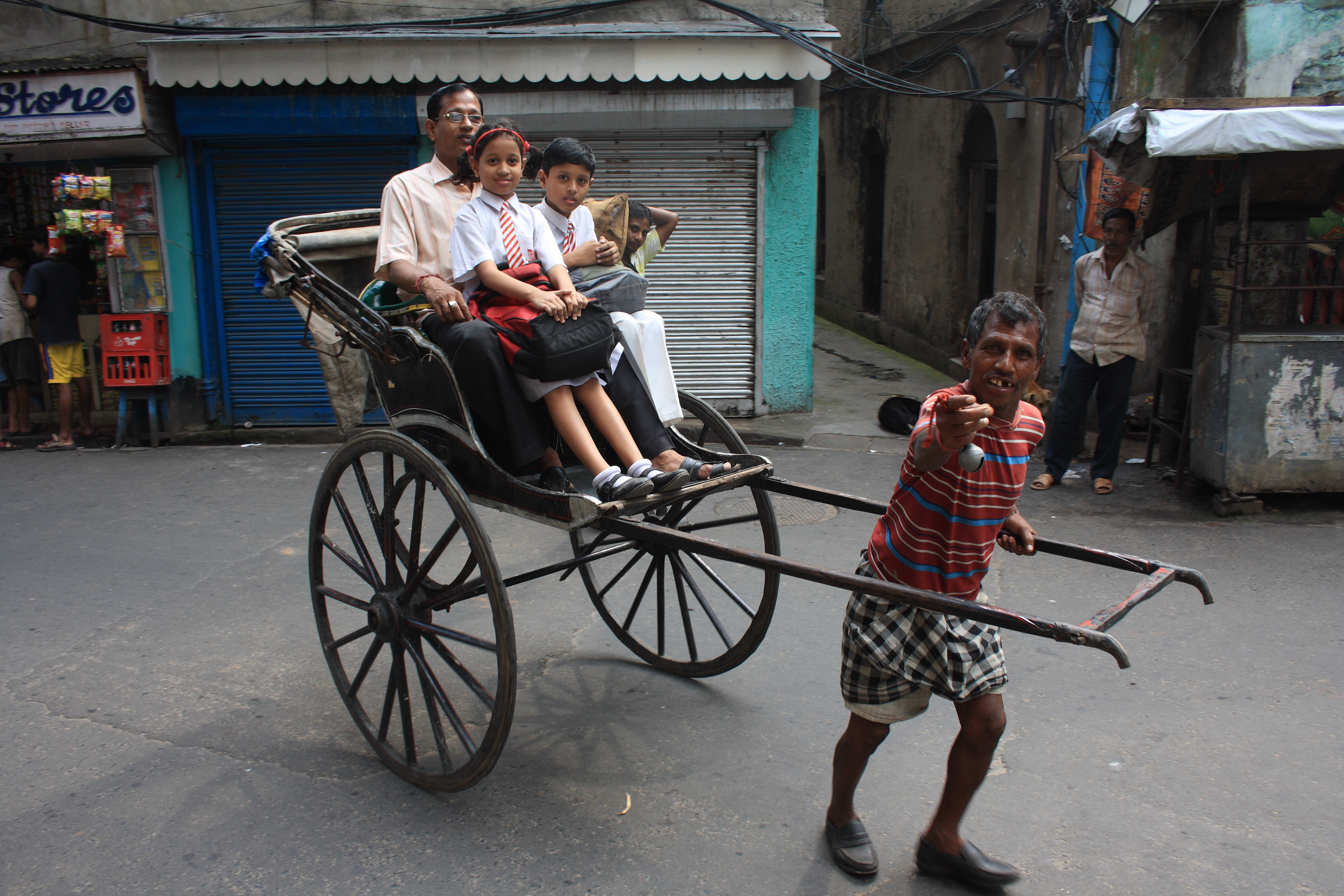
Rickshaw

Avant l'arrivée des moyens de transports modernes et le développement des infrastructures routières et ferroviaires, les déplacements se faisaient essentiellement à pied, puis à vélo, qui restent encore de nos jours le moyens les plus répandus dans les agglomérations. Des moyens traditionnels comme le rickshaw sont encore utilisés dans la plupart des villes.

## Transports ferroviaires
Indian Railways est une des plus grandes compagnies ferroviaires au monde, et transporte chaque jour 17 millions de passagers et 2 millions de tonnes de marchandises.
Les grandes villes sont équipées de métro (Métro de Mumbai, Métro de Jaipur) ou de réseau de tramway (Tramway de Calcutta).

## Transport routier
La route est le moyen de transport principal en Inde. La densité du réseau est de 0,66 km de route par kilomètre carré, ce qui la place au même niveau que les États-Unis, et bien supérieur à celui de la Chine (0.16) ou du Brésil (0.20).

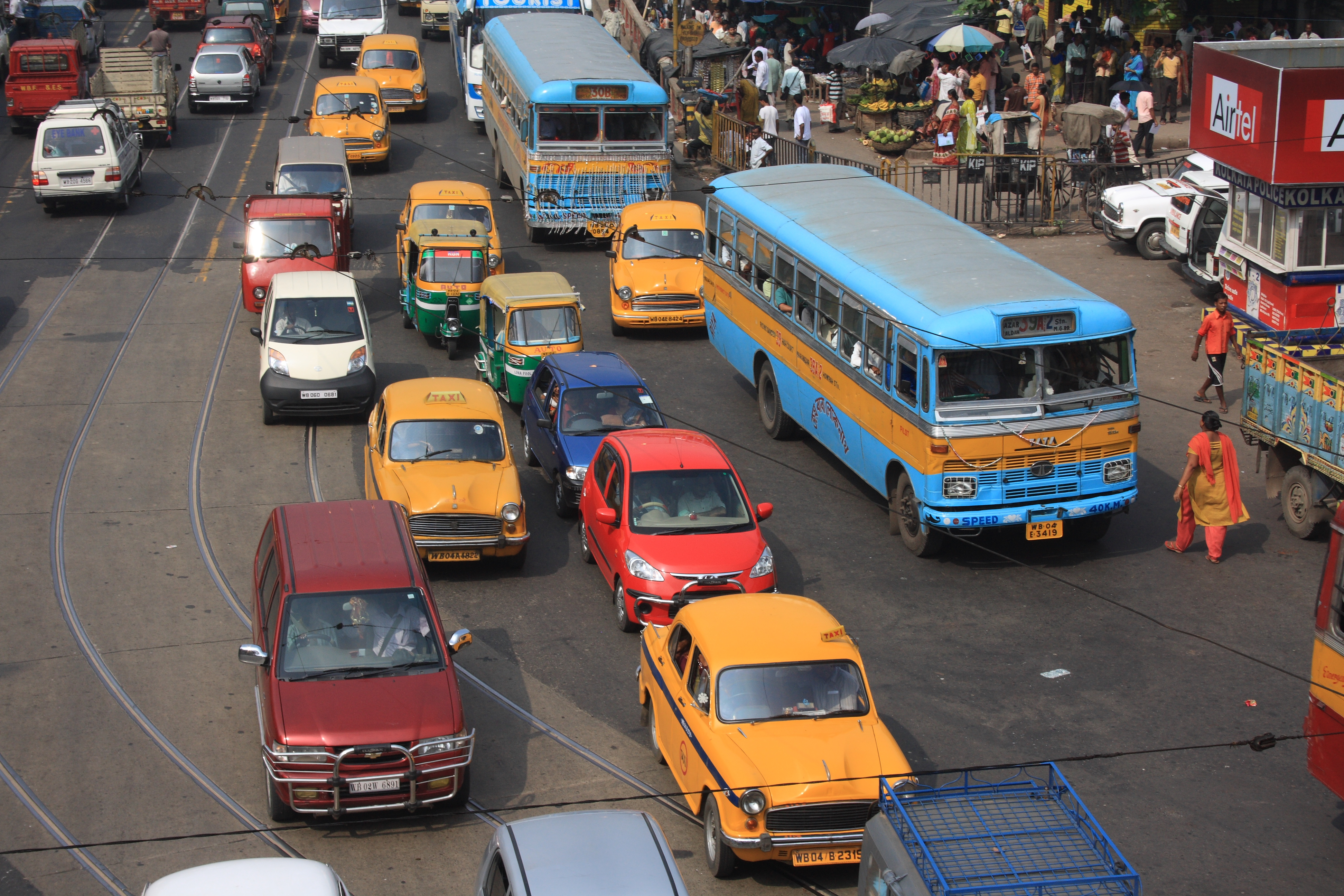
Encombrements à Calcutta
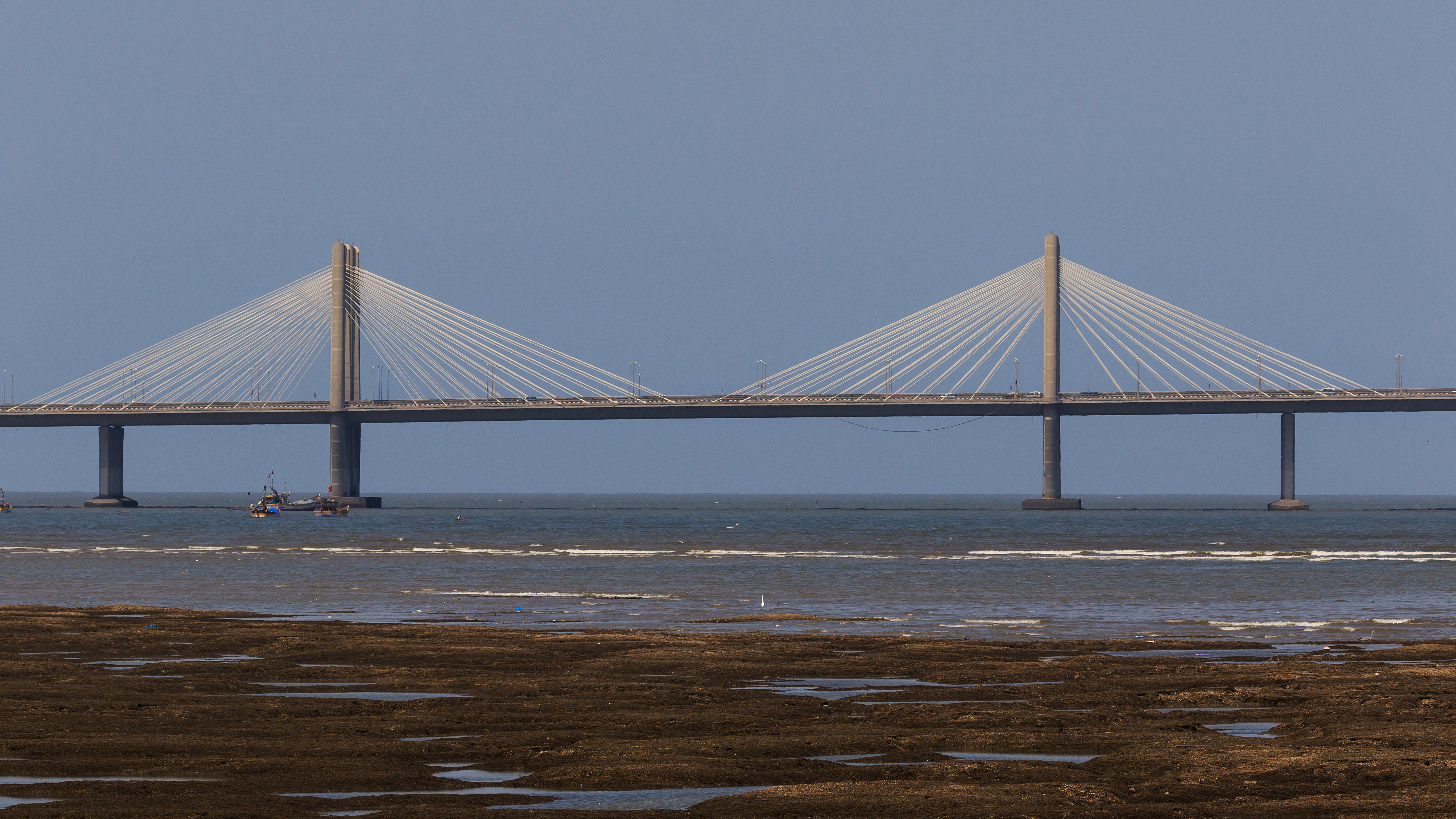
Pont à Mumbai
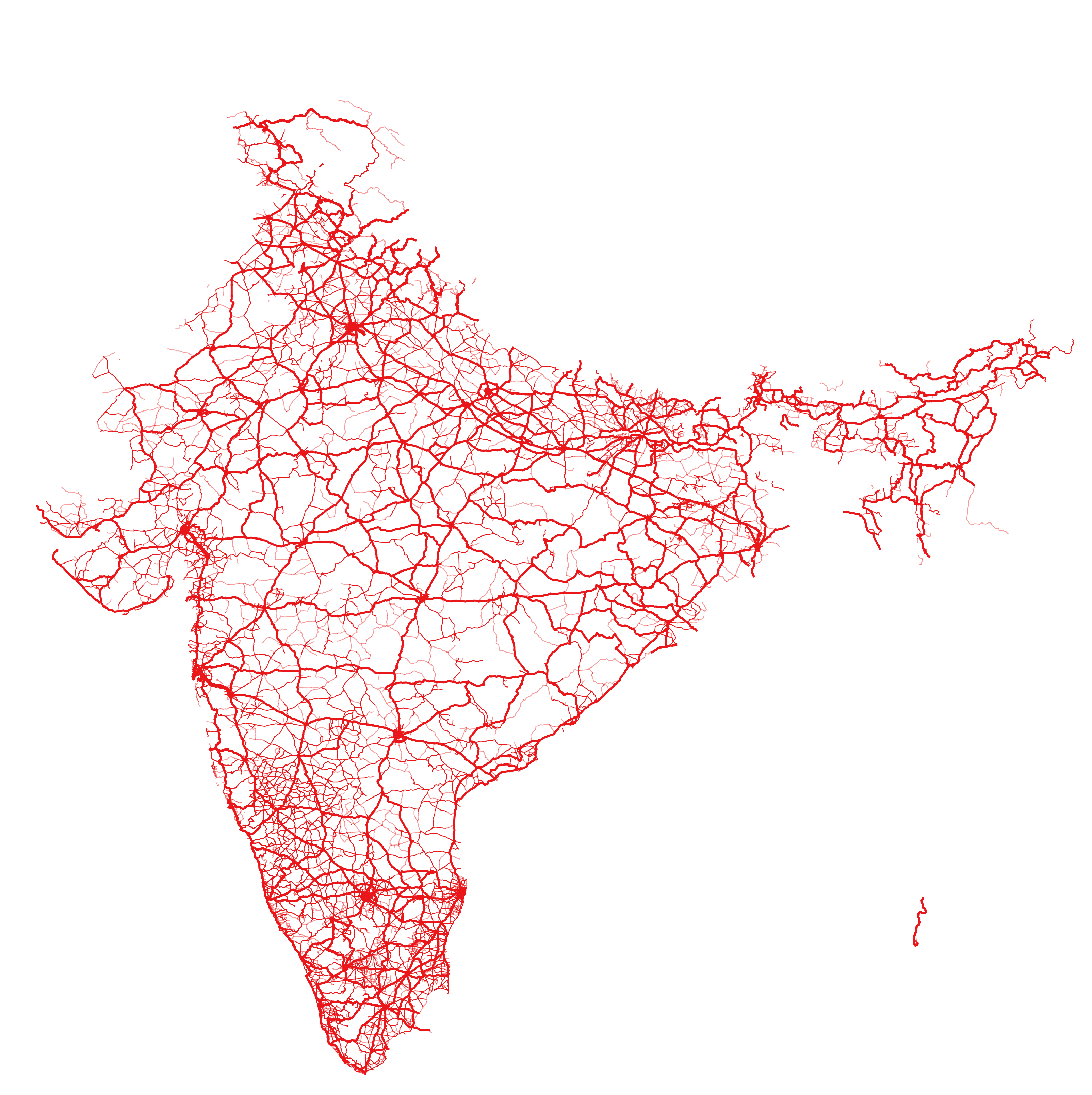
Réseau routier en Inde
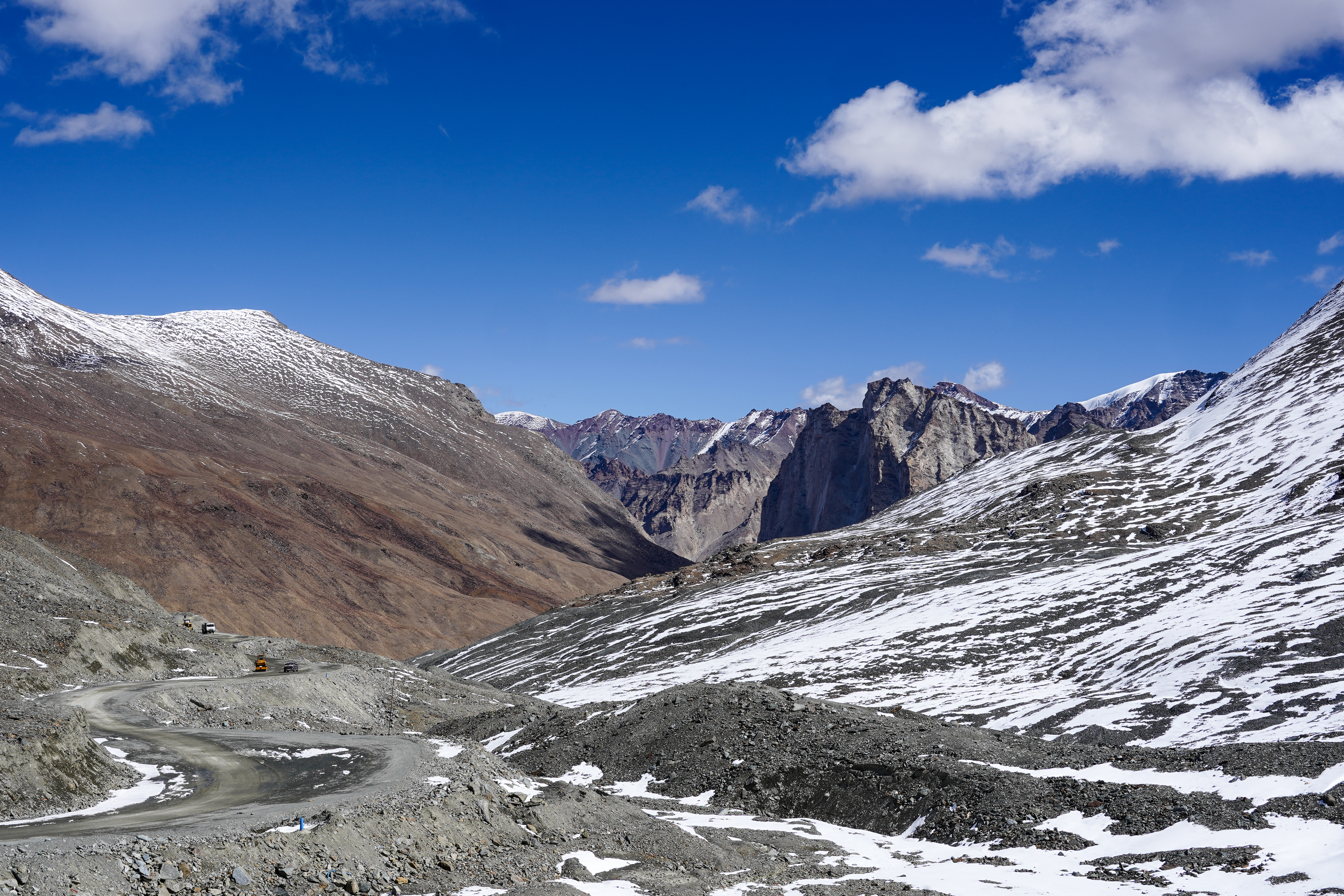
La route Nimmu–Padum–Darcha en construction à la passe de Shingo La (5 054 m). Elle relie l'État de Ladakh, à la vallée de l'Indus, à l'État de Himachal Pradesh en Inde. Octobre 2022.

### Sécurité routière indienne
Les accidents de la circulation en Inde sont une source majeure de mortalité, de blessures et de dommages matériaux. En 2016, un rapport du National Crime Records Bureau (NCRB) considère que 496 762 collisions se sont produites en 2015 dont 464 674 collisions tuant 148 707 personnes sur les routes indiennes, le tiers se produisant en Uttar Pradesh, Maharashtra et Tamil Nadu.
Avec une population de 1,31 milliard d'habitants, l'Inde compte 113 tués par millions d'habitants en 2015. Les chiffres exacts varient selon les sources.
D'après la publication "GlobStatus Report on Road Safety" de l'organisation mondiale pour la santé, les causes majeures de la mortalité de ces collisions sont la conduite au-delà de la vitesse limite, la conduite sous empire et la non utilisation du casque et de la ceinture de sécurité.
Sur les routes à quatre voies non autoroutières, l'échec à rester dans sa file ou à laisser passer le trafic sécant en tournant sont la première cause de collisions sur les quatre voies non autoroutières des National Highways.
Le second groupe de collision mortelle est constitué par les conducteurs de véhicules motorisés à deux ou trois roues .

## Transport maritime
L'Inde dispose de 12 ports importants, et 187 ports d'importance moyenne, répartis le long de ses 7 500 km de côtes.
Les ports les plus importants sont Chennai, Nhava Sheva (port Jawaharlal Nehru), Kandla, Calcutta, Mumbai, Sikka, et Vishakhapatnam.

## Voies fluviales
Il existe 14 000 km de voies navigables (fleuves, rivières et canaux), mais le transport fluvial est sous employé.

## Gazoduc et pipeline
En 2013, il y avait en Inde 13 581 km de gazoduc et 11 069 km de pipeline de produits raffinés.

## Transport aérien
L'Inde disposait en 2007 de 125 aéroports, dont 11 aéroports internationaux. 96 millions de passagers ont emprunté ces aéroports en 2006/2007, un trafic en forte augmentation de 31 % par an. En 2013, le nombre d'aéroports est de 346, dont 22 ont des pistes de plus de 3 000 m.
- Liste des aéroports en Inde

## Héliports
En 2013, il existe 45 héliports en Inde. L'Inde dispose du plus haut hélipad du monde, situé à Sonam à une altitude de 6 400 mètres (21 000 pieds).